# Psylocybina
Psylocybina, 4-PO-DMT – organiczny związek chemiczny z grupy tryptamin, alkaloid o właściwościach psychodelicznych występujący naturalnie w setkach gatunków grzybów psylocybinowych, m.in. w Psilocybe cubensis i Psilocybe semilanceata. Psylocybina obok LSD jest najbardziej popularnym i najczęściej używanym psychodelikiem. Historia zażywania grzybów psylocybinowych sięga czterech tysięcy lat wstecz, obecnie popularnie znane są one jako halucynogenne lub magiczne grzyby. Psylocybina powoduje głębokie doznania psychodeliczne, transcendentne, mistyczne, medytacyjne, często także religijne. Nazwa wywodzi się od stgr. psilos „łysy" oraz kubê „głowa".
Obecnie w większości krajów wpisana została na listę nielegalnych środków psychoaktywnych.
Substancja ta została opisana po raz pierwszy w latach 60. XX wieku przez Alberta Hofmanna.

## Działanie
Psylocybina przyjęta doustnie działa około 5–6 godzin. Pierwsze efekty zauważalne są po 20–30 minutach, najsilniejsze działanie występuje po 30–50 min. i utrzymuje się na tym poziomie przez ok. 2 h. Zależne jest to od dawki, gatunku spożywanych grzybów oraz sposobu ich zażycia, indywidualnych cech związanych z metabolizmem, a także pokarmem przyjętym przed intoksykacją. Psylocybina dobrze wchłania się przez tkanki jamy ustnej i jeżeli grzyby są długo trzymane w ustach i żute, pierwsze efekty mogą wystąpić nawet po 10–15 minutach.
Efekty psychoaktywne psylocybiny, podobnie jak w przypadku większości psychodelików, są bardzo indywidualne i nieprzewidywalne. Choć u różnych osób może się to bardzo zmieniać, zwykle obejmują podniesienie nastroju i poprawę humoru, modyfikacje percepcji, efekty wizualne i ogólną zmianę postrzegania zmysłowego. Małe dawki zwykle sprawiają, że intoksykowany może widzieć kolorowe geometryczne wzory, fraktale czy zintensyfikowanie kolorów. Nieprawdą jest, że psylocybina powoduje halucynacje. Efekty wizualne wywoływane przez psychodeliki nie polegają na widzeniu urojonych obiektów, lecz na widzeniu w obiektach rzeczywistych czegoś, czym nie są – np. drzewo może wydawać się człowiekiem, kształty i kolory mogą ulegać deformacjom, może zaniknąć poczucie skali – coś, co jest małe, może być postrzegane jako wielkie, czas może się rozciągać bądź zagęszczać. Wizje często są bardziej wyraziste przy zamkniętych oczach. Większe dawki mogą sprawić, że osoba będąca pod wpływem psylocybiny zacznie gubić się w swoich myślach i mieć problemy z odróżnieniem, co jest rzeczywiste, a co nie. Często występujące po zażyciu psylocybiny uczucie pozostawienia samemu sobie i świadomość, że nikt w żaden sposób nie może pomóc bywają dla wielu osób przytłaczające. Jako że psylocybina jest silnym psychodelikiem, po intoksykacji nią może wystąpić zjawisko potocznie zwane bad tripem. Może też wystąpić chwiejność nastroju. Przykre stany depresyjne mogą być wywołane urojonym problemem, jak również stan ekstazy może być spowodowany drobnym, pozornie nic nieznaczącym zjawiskiem. Efekty działania psylocybiny bardzo ciężko opisać, ponieważ są bardzo odległe od zwykłego stanu świadomości oraz bardzo indywidualne. Psylocybina może też powodować mistyczne odczucia jak wyczuwanie bóstwa czy duchów. Może także powodować religijno-filozoficzne myśli, u niektórych może sprowokować renesans życiowy. Indianie uważali, iż psylocybina sprawia, że człowiek zaczyna zauważać rzeczy, które do tej pory nie były ważne.

### Niepożądane efekty
Zażywanie psylocybiny może spowodować wystąpienie HPPD. Osoby znajdujące się w grupie większego ryzyka zachorowania na schizofrenię, jeżeli decydują się na doświadczenie powinny zachować najwyższą ostrożność, gdyż może ona zwiększyć ryzyko wystąpienia psychoz.

### Szkodliwość
W analizie przeprowadzonej przez Davida Nutta i wsp. w roku 2010, dotyczącej szkodliwości wybranych 20 substancji psychoaktywnych (alkoholu, tytoniu i 18 reprezentatywnych narkotyków), grzyby halucynogenne zostały sklasyfikowane jako najmniej szkodliwe, zarówno dla osób je spożywających, jak i dla ich otoczenia.

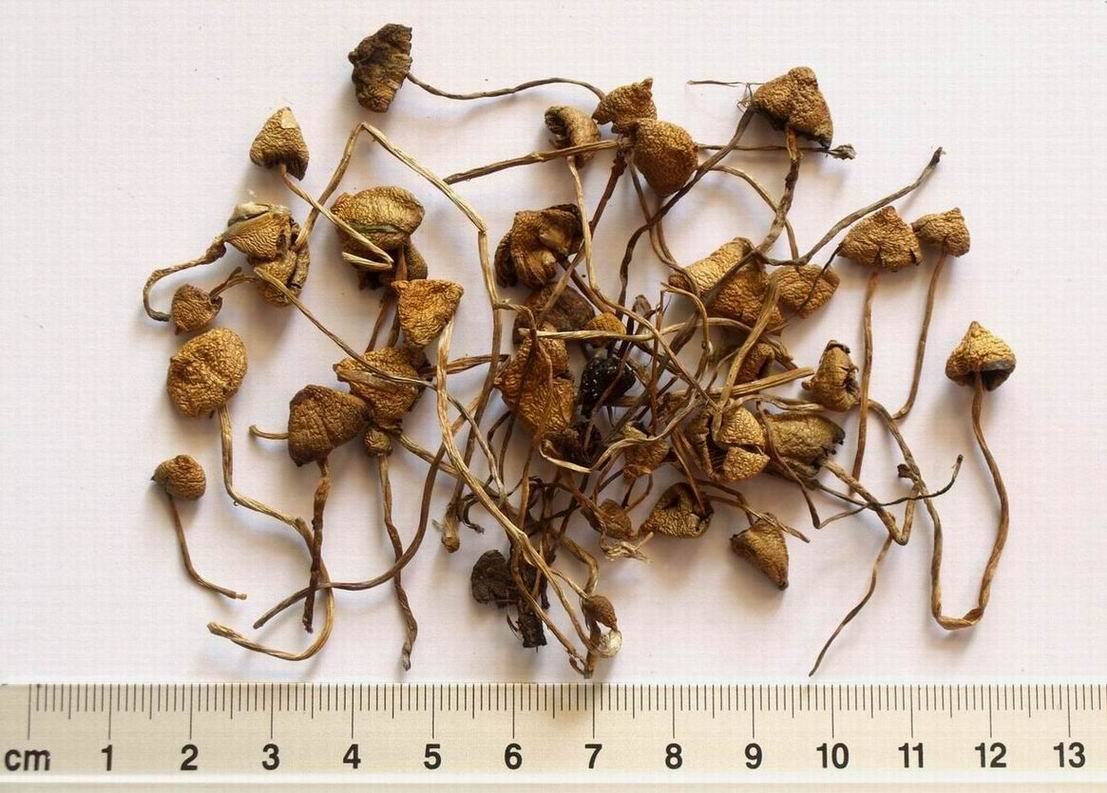
Wysuszone łysiczki lancetowate

Czysta psylocybina jest słabo toksycznym związkiem. LD50 wynosi ok. 280 mg na kilogram masy ciała (szczur, dożylnie). Szacowana doustna dawka śmiertelna dla człowieka wynosi 6 g i jest ok. 1000 razy większa niż typowa dawka przyjmowana w celach niemedycznych. Zatrucia śmiertelne są możliwe, jednak zdarzają się rzadko i nie wszystkie są potwierdzone.

## Właściwości fizykochemiczne
Psylocybina jest jonem obojnaczym. Dobrze rozpuszcza się w wodzie, umiarkowanie w metanolu i etanolu, a w ogóle nie rozpuszcza się w większości rozpuszczalników organicznych. W grzybach występuje także inny alkaloid – psylocyna, która jest metabolitem psylocybiny. Prawdopodobnie to właśnie psylocyna jest odpowiedzialna za psychoaktywne działanie grzybów psylocybinowych.

## Biologia
Psylocybina naturalnie występuje w znacznym stężeniu w grzybach rodzaju łysiczka i w niewielkim w wielu pieczarkowcach. Zawartość substancji psychoaktywnych w grzybach w bardzo dużym stopniu zależy od gatunku, a nawet warunków w jakich rosły. Zwykle młode osobniki zawierają psylocybinę w większym stężeniu i mają łagodniejszy smak niż starsze. Zarodniki tych grzybów nie zawierają psylocybiny ani psylocyny, z kolei grzybnia może zawierać niewielką ich ilość, szczególnie dojrzała. W większości grzybów psylocybinowych występują też w małym stężeniu pokrewne psylocybinie substancje jak baeocystyna i norbaeocystyna, jednak nie mają one większego wpływu na moc i działanie grzybów. Wiele gatunków grzybów po zerwaniu sinieje. Jest to spowodowane utlenianiem się aktywnych substancji, jednak nie powinno się oceniać ich mocy po stopniu zsinienia.

## Farmakologia
Psylocybina w organizmie, w wyniku działania fosfatazy alkalicznej i niespecyficznych esteraz, szybko ulega defosforylacji do psylocyny, która jest właściwą substancją czynną, silnym agonistą receptorów serotoninowych 5-HT2A oraz, co ma prawdopodobnie mniejsze znaczenie dla jej działania, 5-HT1A, 5-HT1D i 5-HT2C. Podatność psylocybiny na działanie alkalicznej fosfatazy została odkryta w 1961 r.
Przyjęcie psylocybiny powoduje szybkie pojawienie się zjawiska tolerancji fizjologicznej, które ustępuje po okresie około 48 godzin. Dawkowanie substancji waha się w przedziale 2–25 mg.

## Przydatność w medycynie
W zastosowaniach medycznych psylocybina ma charakter proleku, gdyż właściwą substancją czynną jest produkt jej metabolizmu (defosforylacji) – psylocyna.
W 1961 roku Timothy Leary i Richard Alpert uruchomili Harvard Psilocybin Project, który obejmował badania nad przydatnością psylocybiny w walce z różnymi chorobami i zaburzeniami psychologicznymi. W 2001 w Stanach Zjednoczonych FDA zaaprobowało badania zlecone przez Multidisciplinary Association for Psychedelic Studies (MAPS) nad przydatnością psylocybiny w leczeniu zaburzeń obsesyjno-kompulsyjnych. W 2006 organizacja MAPS opublikowała część efektów tych badań, donoszących o wyraźnej poprawie stanu pacjentów, w niektórych przypadkach nawet na kilka dni.
W 2017 r. zespół badawczy z Imperial College London przeprowadził 2 badania nad wpływem psylocybiny na osoby z depresją lekooporną. W obu przypadkach stosowano 2 dawki: 10 mg i 25 mg. W pierwszym udział wzięło 12 osób z depresją o nasileniu średnim i ciężką, którym nie pomogły min. 2 leki. Otrzymały psylocybinę podczas dwóch sesji, w jednotygodniowym odstępie. Wszystkie odczuły natychmiastową poprawę, która utrzymywała się przez min. 3 tygodnie. 7 osób nadal odczuwało pozytywny wpływ przez następne 3 miesiące, a u 5 osób odnotowano remisję trwającą ponad 3 miesiące. Nie odnotowano poważnych skutków ubocznych. W drugim badaniu oprócz podania psylocybiny u 19 ochotników przeprowadzono badanie fMRI przed i po aplikacji. Poprawę utrzymującą się minimum 1 tydzień zanotowano u wszystkich. Analiza fMRI wykazała m.in. zmniejszony przepływ krwi w ciele migdałowatym. Autorzy wskazują również na podobieństwo efektów psylocybiny i elektrowstrząsów obserwowanych w fMRI. Nawiązując do relacji użytkowników potwierdzają, że psylocybina zdaje się „resetować” szlaki mózgu związane z depresją.
W 2014 roku naukowcy z Uniwersytetu Johns Hopkins w Baltimore przeprowadzali badania, które wykazywały korzystny wpływ psylocybiny we wsparciu walki z uzależnieniem od nikotyny. Do badań zaproszono osoby, którzy od palenia papierosów były uzależnieni średnio od 30 lat i palili 20 papierosów dziennie lub więcej. Przeprowadzone badanie składało się z trzech sesji, w których podawano pacjentom psylocybine, a także zapewniano im wsparcie terapeutyczne. Wyniki badań były zaskakujące, gdyż wskazywały, że aż 80% badanych rzuciło całkowicie palenie po 6 miesiącach. Można więc stwierdzić, że psylocybina w medycynie przyczynia się również do rzucenia palenia i walki z nikotynizmem.
W eksperymencie klinicznym z podwójnie ślepą próbą, którego wyniki opublikowano w 2022 r., stwierdzono, że przyjmowanie psilocybiny przez alkoholików w połączeniu z psychoterapią ma bardzo korzystny wpływ na ograniczenie spożycia alkoholu. Nie stwierdzono przy tym poważnych niekorzystnych efektów ubocznych.

## Stan prawny
Psylocybina w Polsce znajduje się w wykazie środków odurzających w grupie I-P. Podobnie w większości stanów w USA zaklasyfikowana jest jako narkotyk o dużym potencjale nadużywania i brakiem zastosowań medycznych. W Japonii psylocybina była legalna do 2002 roku, w Anglii do 2005.